# Álvaro Manrique de Zúñiga

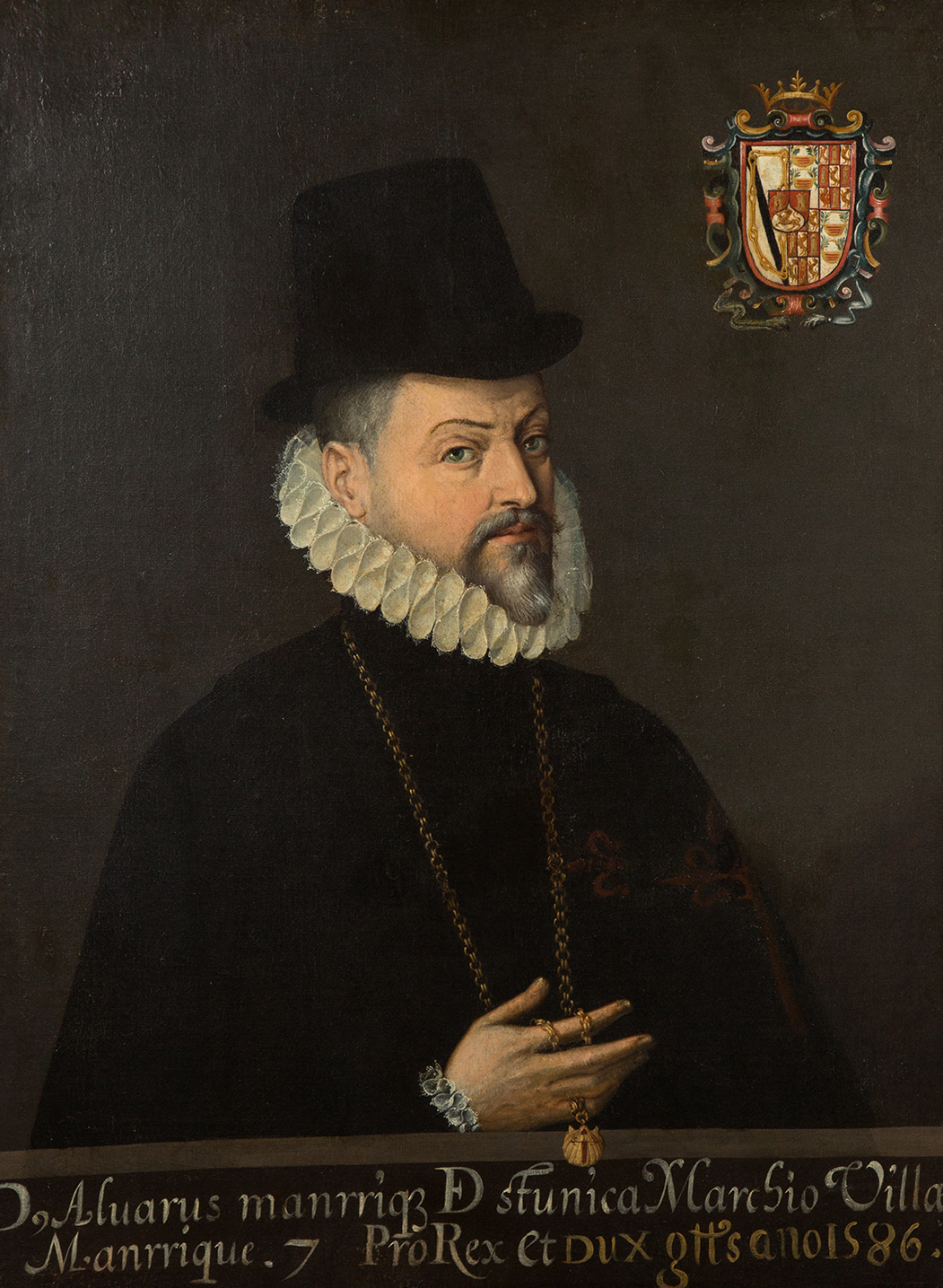
Álvaro Manrique de Zúñiga

Álvaro Manrique de Zúñiga, Marqués de Villamanrique (* 29. Mai 1532 in Salamanca; † 3. März 1604 in Sevilla, Spanien) war ein spanischer Hochadliger, der als Vizekönig von Neuspanien amtierte.

## Leben

### Herkunft und Karriere in Europa
Manrique war ein nachgeborener Sohn des vierten Herzogs von Béjar, entstammte also dem spanischen Hochadel. Er diente in seiner Jugend am Hof von König Philipp II. Für seine Dienste erhob ihn der König zum Marqués de Villamanrique. Im Februar 1585 erhielt er die Ernennung zum Vizekönig von Neuspanien und sollte den Erzbischof von Mexiko, Pedro de Moya y Contreras, ablösen, der das Amt des Vizekönigs nach Aufdeckung eines Korruptionsskandals seit September 1584 ausübte.

### Amtszeit als Vizekönig von Neuspanien
Mit seiner Frau machte er sich auf die Reise nach Mexiko, landete im Hafen von Veracruz und hielt am 18. November 1585 seinen feierlichen Einzug in Mexiko-Stadt, um sein Amt zu übernehmen. Eine seiner ersten Amtshandlungen bestand darin, den Handel und den Ausschank von Wein neu zu regeln.
Schon seit längerem tobte in Mexiko ein Kampf innerhalb des Klerus. Die Ordensbrüder der Dominikaner, Augustiner und Franziskaner standen im Konflikt mit den Vertretern der Amtskirche unter dem Erzbischof. Während die Ordensbrüder beim einfachen Volk beliebt waren, standen die Führer der Kolonialverwaltung – und auch der Vizekönig – auf Seiten des Amtsklerus.
Eine weitere Herausforderung für Manrique bildeten die englischen Freibeuter, darunter Walter Raleigh, Francis Drake und Thomas Cavendish, die die Küsten und die Handelsschifffahrt unsicher machten. Der Vizekönig stellte eine Freiwilligenmiliz auf, um die Küste vor Piratenangriffen zu schützen und entsandte bewaffnete Schiffe in den Pazifik, um die Seewege von Acapulco nach den Philippinen zu sichern.

### Verhandlung, Verurteilung und Sturz
1588 ereilte den Vizekönig Manrique ein weiterer Konflikt – diesmal mit der Real Audiencia von Guadalajara; diese neue Verwaltungs- und Gerichtseinheit arbeitete weitgehend selbständig vom Wirken der Real Audiencia von Mexico in Mexiko-Stadt und auch praktisch unabhängig vom Vizekönig. Manrique versuchte, die Oidores an die verbindliche Rechtsordnung zu binden und eine willkürliche Amtsführung zu verhindern. Das schaffte ihm weitere Feinde.
Beim Indienrat in Spanien häuften sich scharfe Beschwerdebriefe, die dem Vizekönig Inkompetenz und Amtsmissbrauch vorwarfen. Heute lässt sich schwer sagen, ob diese Beschwerden faktisch berechtigt waren oder ob sie aus politischer Intrige durch seine zahlreichen Feinde in Guadalajara und bei den Ordensbrüdern initiiert waren.
Der Indienrat jedenfalls fürchtete erneut Bürgerkrieg in Neuspanien. Der Bischof von Tlaxcala, Diego Romano, ein erklärter Feind des Vizekönigs im Klerusstreit, wurde von König Philipp II. als Visitador benannt, der den Streit untersuchen und schlichten sollte. Romano beschlagnahmte alle Güter von Manrique, enthob ihn seines Amtes und setzte ihn 1589 in Mexiko-Stadt gefangen. Anschließend untersuchte er in
langwierigem Verfahren die Rechtmäßigkeit von Manriques Amtsführung.
Mit dem Eintreffen des neuen Vizekönigs im Januar 1590 durfte Manrique, verarmt und erkrankt, nach Europa zurückkehren, wo er ein Gerichtsverfahren anstieß, um sich zu rehabilitieren und sein Vermögen zurückzuerhalten. Es verlief jedoch zunächst sehr ungünstig: 1592 wurde er vom Hof verbannt und 1596 sprach ihn der Indienrat in 60 der 341 Anklagepunkte schuldig. Manrique legte Berufung gegen das Urteil ein, schob die Verurteilung auf Intrigen seiner Feinde und versicherte sich der Unterstützung des Markgrafen von Denia und späteren Herzogs von Lerma, eines jungen Günstlings und engen Freundes des Kronprinzen und späteren Königs Philipp III. Nach dem Tod König Philipp II. im Jahr 1598 konnte er mit dessen Unterstützung die Rehabilitation erreichen und wurde als alter Mann in verschiedene Ämter und Würden wieder eingesetzt.